# 水野信元
水野 信元（みずの のぶもと）は、戦国時代の大名。水野忠政の次男。母は松平信貞（昌安）の娘。初名は忠次。通称は藤四郎（藤七郎）。受領名は下野守。妻は松平信定の娘。

## 経歴

### 家督継承
天文12年（1543年）、父・忠政の死去を受け水野宗家の家督を継ぎ、尾張国知多郡東部および三河国碧海郡西部を領した。
天文21年（1552年）3月8日付の善導寺への寺領寄進が信頼できる初見の記録である。異母妹に於大の方がおり徳川家康の外伯父にあたる。
信元が家督を継いだときの水野氏は、宗家の小河（緒川）水野氏の他、刈谷（刈屋）水野氏、大高水野氏、常滑水野氏などの諸家に分かれていた。
父・忠政は松平氏とともに今川氏についていたが、信元が緒川水野の家督を継いでまもなく松平広忠に嫁いだ信元の妹の於大の方が離縁されていることから、家督を受け継いだ当初より尾張国の織田氏への協力を明らかにしていたと考えられる。また、元々水野氏と松平氏の婚姻同盟自体が広忠の叔父で後見役でもあった松平信孝が推進したもので、天文12年に広忠が信孝を追放していることから、松平氏の外交方針に変化が生じた（敵対する信孝に近い水野氏との関係を切った）とする説もある。なお、松平家広の嫁いだお丈の方も離縁されたと伝えられているが、家広は離縁せずに信元とともに織田氏についたとする説もある。妻の実家である桜井松平家は宗家の広忠と関係が悪く、一方で織田氏とは婚姻関係にあったために、信元もその縁を利用して織田氏に接近して知多半島への勢力拡大を狙ったと考えられている。また、知多半島の河和や師崎には戸田氏の分家の拠点があり、信元が半島を平定するには戸田氏との対立は避けられなかったことから、水野氏・松平氏の問題だけではなく戸田氏や同氏と対立する牧野氏との関係も考慮する必要があるとの指摘もある。なお、水野氏は織田氏と対抗するために松平氏とだけではなく、斎藤道三とも同盟を結んでいたようであるが、当然この同盟も破棄されたと考えられている。

### 知多半島統一戦争
信元は、織田信秀の三河侵攻に協力するとともに、自らは知多半島の征服に乗り出し、松平広忠に離縁された妹の於大の方を、阿久居の久松俊勝に嫁がせる。
天文12年（1543年）知多郡宮津城主の新海淳尚を攻める。新海は降伏勧告を断り、討死した。信元は宮津城を廃し亀崎城を築き、城主に稲生政勝を入れた。同年、成岩城に相対した小山に砦を築き、榎本了円（榎本了圓）を滅ぼす。成岩城主は、横根城（大府市）より水野家の臣・梶川秀盛（梶川文勝）が守将として入城した。さらに知多郡長尾城主の岩田安広を包囲。城主岩田安広は今川家に援軍を求めるが水野勢に対抗できず降伏した。安広は、出家し杲貞と名乗った。
分流である常滑水野氏3代目の水野守隆には娘を嫁がせ、これで半島横断路は信元のものとなった。常滑水野氏は、現在の半田辺りまで勢力を伸ばし、大野・内海の佐治氏と対抗関係にあった。信元は富貴城主の戸田法雲を攻略。さらに河和の戸田氏を攻略するため、布土城を築き、弟の水野忠分を城主の任に当たらせた。これらの勢いに押された戸田氏は戦いに敗れ、富貴・布土・北方（知多郡美浜町）を失い半島における戸田氏の勢力が衰退した。
天文15年（1546年）秋、信元は、松平広忠の配下の上野城主酒井忠尚を離反させる。
さらに天文16年（1547年）、田原城主・戸田康光は、岡崎の松平氏から駿河国の今川義元のもとへ人質として送られる松平竹千代（後の徳川家康）を強奪。これを手土産に織田方に転じるが、今川氏に攻め滅ぼされ討死する。追いつめられた知多半島の戸田氏は信元と講和を結び河和を残すことを図る。そこで河和城主・戸田守光は、信元の娘・妙源を妻に娶り婿となって水野氏の一族に連なった。信元は知多半島南部でも、野間を支配下に入れ、大野佐治氏とも和解した。これにより知多半島は、常滑水野氏・大野佐治氏といった独立勢力性の強い豪族は残っているとはいえ、婚姻を結んでいる信元は知多半島の覇者となった。

### 今川氏との戦い
信元の協力を得たことで織田信秀は、三河に侵攻する。中でも織田信長の初陣とされる天文16年（1547年）の吉良・大浜へ出陣は、同地が水野氏の領土であることから、水野氏への援軍であったと考えられている。しかし、天文18年（1549年）11月に今川氏に安祥城を奪回されてからは情勢は織田氏に不利となる。この頃、今川軍が刈谷城を一時的占拠したことがあり、程なく織田信秀と今川義元の和睦が成立した際に水野氏は今川氏の傘下に入ることとされたとみられる。
天文20年（1551年）3月3日、信秀は流行病により末森城で急死し、信長が当主になるが、織田家は内紛に突入する。
天文21年（1552年）、織田方であった鳴海城主・山口教継父子が今川義元の傘下に入り、その策略で天文22年（1553年）には大高城、沓掛城が今川方に奪われ、知多半島西側の寺本城主花井氏も今川方に転じた。一方で、大給松平家が織田方に離反するなど、信長による巻き返しが活発化し、この頃に信元も織田方に復帰したとみられている。
天文23年（1554年）、重原城も今川方に攻略され、緒川城は、寺本城・藪城・重原城に囲まれ孤立。刈谷城も包囲。今川氏は水野信元を攻め滅ぼさんと計画したのである。さらに今川氏は重原城経由で物資を運び、緒川城の眼前に村木砦を築き、ここに至って信元は、信長に救援を依頼した。同年1月24日、信長は居城の守りを斎藤道三からの援軍に任せるという思い切った策で援軍に駆けつけると、信元と協力して村木砦を攻略し（村木砦の戦い）、これ以降、水野氏の織田家へ従属性は強まったといわれる。織田陣営は勢力を盛り返し、三河国池鯉鮒を取り戻す。今崎城には織田の将兵が入り、水野配下では牛田城の牛田政興、坂部城の久松俊勝、知立城の永見貞英などが知られる。
弘治元年（1555年）10月、吉良氏が今川に反抗した際、援軍を求めるために吉良氏は人質を緒川水野氏に提出したが、緒川水野氏のみならず、刈谷水野氏も援軍を派遣している。
信元はさらに、奥平貞勝を織田陣営に寝返らせる（三河忩劇）。
永禄元年（1558年）、今川氏の命を受けた松平氏の軍と石ヶ瀬（愛知県大府市）で戦い、初陣である末弟の忠重が一番槍の勲功を挙げた。
永禄3年（1560年）、桶狭間の戦いが勃発。この戦いの最中、信元がどこにいたか不明だが、「信長記」天理本では、大高城の南に「小河衆」が置かれている。戦場となった桶狭間は水野家の家臣・中山勝時の領地であり、中島砦を守ったのは梶川高秀、梶川一秀。丹下砦を守ったのは帯刀であり、織田軍にあって一番首の手柄を取ったのは、水野清久（水野清重の息子）である（『常山紀談』）。戦後、今川の将兵を快翁龍喜が弔っている。
桶狭間合戦の勝利後、大高城にいた今川方の松平元康（のちの徳川家康）を落ち延びさせてやり、大高城に一門の水野元氏（高木清秀の舅）を入れる。今川方の岡部元信が反撃に転じて、刈谷城を攻略。水野信近は討死した。
信元はただちに、信近の首級と刈谷城を取り戻す。この結果、緒川の信元が刈谷領を接収することになった。重原城も信元が奪取した。同年6月18日に、松平元康が重原城に攻め寄せるも、これを撃退した。

### 清洲同盟
水野信元と松平元康は、織田と今川の代理戦争のように、刈谷城外や石ヶ瀬川（大府市南東）など尾張南部および西三河の国境周辺において戦っていたが、桶狭間の戦いによって、今川・武田・北条の三国同盟陣営は弱体化し、更に松平元康が今川家から独立してしまう。その上、同年5月から上杉謙信の関東出兵が始まっており、この情勢下において北条氏康は永禄4年（1561年）に信元へ「松平の裏切りは嘆かわしいことである。自分自身が出馬しようか」と今川・松平の和解に向けた協調を呼びかけている。
永禄5年（1562年）、信長と家康が清洲同盟を結ぶ際に、その仲介役となり、信元は家康が三河を平定した後も家康の相談に乗るなど強い影響力を持っていた（『牧野文書』）。この時期、弟の水野忠重と従兄弟の水野清久が連れだって、信元の下を去り家康の下に転じた。
永禄5年（1562年）2月23日付で、平坂の無量寿寺に開墾を認めている判物が見られることから、信元の勢力が幡豆郡にまで及んでいたことが知られる。同年4月18日に松平元康（家康）が、同寺に制札を下しているから、このあたりが水野・松平両勢力の接点だったのだろう。
永禄6年（1563年）、家康が、三河一向一揆に苦戦すると、信元は家康に援軍している。一揆との和睦を仲介。将軍・足利義昭が義輝時代の武家秩序を模したという『永禄六年諸役人附』には、信元が「外様衆」として登録されており、少なくとも義昭段階では、幕府直臣の地位を得ていた。

### 武田氏との戦い
実子に先立たれていた信元は永禄10年（1567年）頃に家督を養子の水野信政（元茂）に譲る。この信政の父は、桶狭間合戦直後に刈谷で討死した信近である。つまり、緒川水野氏の信元が、刈谷水野氏の所領を接収するにあたり、その後継者を養子に迎え、緒川・刈谷両家を融合させるという形式を整えたと伝わる。永禄11年（1568年）には、信長の上洛に従軍。その際に信長とは別に朝廷に対して2千疋の献金を行った（『言継卿記』）。
『甲陽軍鑑』によると、武田信玄の駿河侵攻の前、今川氏真は、信玄に対して「水野信元と懇意にしていると聞いている。だから、信用できない」と釘をさしている。
元亀元年（1570年）の姉川の戦いにおいて佐和山城を攻落した。元亀3年（1572年）の三方ヶ原の戦いに援軍として参陣した。信元は篭城戦を主張し野戦にこだわる家康と対立したが、結果として野戦で敗走し憔悴した家康に代わり指揮。夜の浜松城に松明をたき鉄砲隊を配し、武田軍を威嚇をして窮地を脱している。
天正2年（1574年）の長島一向一揆討伐の際には「しのはせ攻衆」に加わっていた。なお、同年3月20日、足利義昭より信元に御内書が遣わされた。意訳すると「武田勝頼と協力して信長を討伐せよ。委細は（室町幕府御供衆）一色藤長が申します」というものであり、義昭から家康に遣わされた御内書とほぼ同文であった。天正3年（1575年）5月21日の長篠の戦いに参加。当時の信元の石高は24万石と称される（『結城水野家譜』）。

### 水野家滅亡とその後

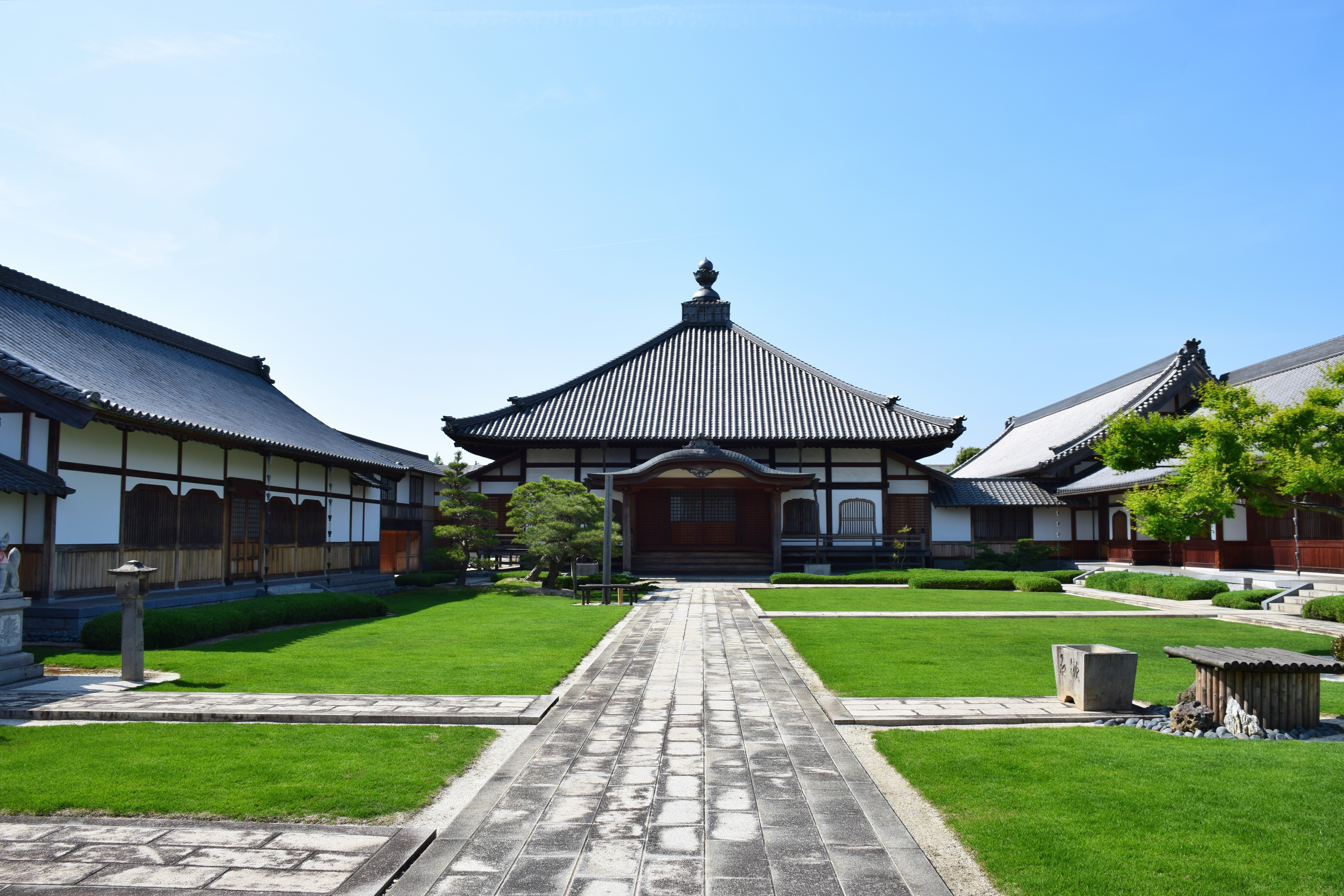
信元の菩提寺である楞厳寺

天正3年12月（1576年1月）、信長の武将・佐久間信盛の讒言により武田勝頼の武将の秋山信友との内通や兵糧を輸送した疑いで、信長の命を受けた甥家康によって三河大樹寺（岡崎市鴨田町字広元）において殺害され、同時に養子の信政も養父とともに斬られた。
墓所は愛知県刈谷市天王町の楞厳寺。法名は信元院殿大英鑑光大居士。刺客役を命じられた平岩親吉は、信元を斬ったのち屍を抱き上げ「信元どのに私怨はないが、君命によりやむをえず刃を向け申した」と涙ながらに詫びたという。案内役をしていた久松俊勝は「かかる事とも知らずして、信元迎え来て打たせたりし事の無慙さよ。世の人のかえり聞かん事も恥ずかしとて、徳川殿を深く怨み、仲違いこそしたりけれ」と述べて、出奔してしまう。夫に出奔された妹の於大の方とその子供たちは、家康の下に引き取られた。兄を殺された於大の方は、石川数正を深く恨み、これが後の家康嫡男・松平信康とその母・築山殿粛清や石川数正の出奔の原因と考える人もいる。
水野領は、佐久間信盛の領土となり、俊勝の長男・久松信俊は信盛の指揮下で、石山本願寺と戦っていたが、天正5年（1577年）、かつて久松家が一向宗を保護していたことを理由に信盛の讒言をうけ、信長から謀反の嫌疑をかけられ憤慨して陣中で自害してしまう。そればかりか、その直後、阿久比に佐久間勢が攻め込み、信俊の子供二人も殺害されてしまう。その時まだ胎児であった子供がその母とともに助かり、その子孫は後に伊予松山藩に仕えたという。また、天正6年（1578年）謀叛の噂があがった荒木村重が、信長に弁明に行こうとするのを、家臣の中川清秀が、行けば殺されると諫言したのは、信元粛清事件を念頭に置いたものと考えられている。荒木村重の容疑は、水野信元の容疑とまったく同じである。
天正8年（1580年）信長は佐久間信盛を追放した。
信長による19ヶ条の折檻状には
「一、水野信元死後の刈谷を与えておいたので家臣も増えたかと思えばそうではない。水野の旧臣を追放しておきながら、跡目を新たに設けるでもなく、結局、追放した水野の旧臣の知行を信盛の直轄としてしまうのは言語道断…」
という一文がある。
さらに信長は、信元が冤罪だったとして、家康の下にいた信元の末弟・忠重を呼び寄せて、旧領を与え水野家を再興させた。

## 信元殺害の原因
『松平記』が記す信元殺害の原因は、秋山信友が占領していた美濃国岩村城を天正3年（1575年）に信長が囲城した際、水野領から食料の調達に応じる者があり、これを聞いた佐久間信盛が信長に対して、信元の内通を訴えたというものである（巻6）。
信元の死後、その所領は、信盛が失脚する天正8年（1580年）までの間、佐久間領となったことが「小河かり屋跡職申し付け」との「信長公記」（巻13）の記述より推測されている。
信元の死に佐久間信盛が関与したかどうかはともかく、この出来事は三河からの武田氏の脅威が除かれた時点で起こったことから考えて、尾張、三河において信元が持つ権力の排除が目的であったという見方もできる。『新編東浦町誌 本文編』（1998年刊行）は信元殺害が、織田・徳川双方の合意によってなされたものであるとする（203頁）。現存する文書から、彼が三河の領国支配に関与していたことが推定でき、後に彼の存在が織田・徳川両家にとって目障りかつ不用なものとなっていたのではないかとも推測できる。

## 文化
信元は連歌を通じて里村紹巴とも交流があった。
『富士見道記』によると水野家は家中の者たちも数寄者が多く、万里集九、飛鳥井雅康、宗長の来訪記録があり、文化人の後援者的な存在であった。特に宗長は大永7年（1527年）4月に刈谷の水野和泉守家に逗留した折り、「みやげにと五百疋、去年ののぼりにも千疋はなむけ、以下の芳恩、惣じて此年（来）万疋にもおよび侍らむおそろしゝ」と恐縮していて、その財力の豊かさが想像されるが、信元を含め、当時の水野氏自体の文芸はほとんど残されていない。

## 系譜
- 正室：松平信定娘
  - 長男：十郎三郎
- 中根氏：織田信秀の妾のち水野信元の側室。織田信照の母
- 生母不明の子女
  - 長女：水野守隆室
  - 次女：荒尾善次後室
  - 三女：水野吉守室
  - 四女：戸田重康室[注釈 17]
  - 五女：大崎昌好室
  - 六女：安部信盛養妹[注釈 18]
  - 七女：鈴木重政室
  - 八女：寺沢広盛室
  - 九女：水野元教室
  - 十女：鈴木重信室[注釈 19]
  - 次男：茂尾[注釈 2]

- 養子
  - 信政（元茂） - 弟信近の子

以上3名の男子と10名の女子が『寛政譜』新訂6巻37頁に掲げられている。
なお、水野家（結城水野家と思われる）の家譜によると、信元の末子は土井利昌（小左衛門正利）の養子となった土井利勝であるという（『寛政譜』新訂6巻37頁）。しかし、土井家の家譜にはその旨の記載がない（同5巻246頁「土井」）。

## 主な家臣
| - 水野信近 - 水野信政 - 水野忠守 - 水野忠分 - 水野忠氏 - 水野守隆 - 水野忠光 - 戸田孫右衛門 - 戸田守光 - 水野清重 | - 水野長勝 - 水野藤九郎 - 永見貞英 - 牛田政興 - 中山勝時 - 久松俊勝 - 久松定員 - 岩田安広 - 梶川高秀 - 梶川高盛 | - 梶川一秀 - 梶川秀盛 - 稲生政勝 - 高木清秀 - 川口宗勝 - 浅井道忠 - 上田近正 - 滝見弥平次 - 矢田伝市郎 - 神谷長直 |

## 登場作品
- 徳川家康 （1983年、NHK大河ドラマ）、演：村井国夫
- 麒麟がくる（2020年、NHK大河ドラマ）、演：横田栄司
- どうする家康　(2023年、NHK大河ドラマ)  、演：寺島進